# トムとジェリーウォーズ
『トムとジェリーウォーズ』（とむとじぇりーうぉーず、原題：O-Solar Meow）はトムとジェリーの短編作品の一つ。1966年製作。制作はチャック・ジョーンズ。

## 作品内容
遠い未来世界。トムとジェリーは地球を飛び出し、ルーレット盤型をした宇宙ステーションに住み着いていた。ある日、地球からのロケット航空便でチーズが到着。監視画像でそれを知ったジェリーは、すかさず小型ロケットに乗り込んで掻っ攫いに出かける。一方、独自の監視システムでジェリー出没を知ったトムは、ネコ型ロボットを発進させる。こうして、ロボットと生身の肉体、光線銃を駆使した未来ならではのドタバタが始まる。
結局ジェリーは捕らえられ、大砲でステーション外に発射追放されてしまう。勝利に狂喜乱舞するトムは、羽目を外し当たりかまわず光線銃を乱射。おかげで宇宙ステーションは穴だらけになり、トムは宇宙ステーションのクルー（MPと書かれた腕章を着けている）に光線銃を突きつけられつつ、泣く泣く修理する。
一方、ジェリーが墜落したのは、全体がチーズで構成された惑星。ジェリーは心置きなく周囲のチーズを食べ、満足げに眠った。
本作品では、宇宙ステーションへの荷物輸送用ロケットが打ち上げられステーションへ到着するまでの間に作品タイトルと製作スタッフ名が表示される。

## 登場キャラクター
トム
（ジェリーの乗ったネズミ型スポーツカーで侵入センサーが作動し起こされたため）宇宙ステーション内をモニター越しに監視し、ジェリーがチーズを横取りしようとスポーツカーへ乗り込んだのがモニターに映ると・ネコ型ロボを出動させてジェリー捕獲を命じる。だがネコ型ロボはジェリーを捕まえられず・逆に（ネズミ型スポーツカーが自身のいる監視室前を通過したのを見て）廊下に出てロボをリモコン操縦していた自身がネコ型ロボに椅子ごと押され、（リモコンの「停止」ボタンを押してロボを止めても椅子は惰性で走り続けたため）扉にぶつけられた。これに怒って（リモコンの「方向転換」ボタンを押したのち）ネコ型ロボを蹴飛ばすが、排ガスの熱さと金属突起の痛さで足をやけどしてしまう。ロボ使用を諦めるとレーザー銃を用いて（ステーション内にある様々な備品をレーザーで真っ二つにしてその威力を試したのち、ネズミ型スポーツカーの車庫になっているネズミサイズの出入口を・自身が潜り抜けられる大きさへ拡げるためくり抜き）ジェリーを捕まえようとするも・ジェリーに飛行ベルトの排ガスで煙幕を張られたため「視界不良による操作ミス」でレーザーを出しっぱなしにしてしまい、ジェリーを追いかける自身がレーザー銃で体を上下真っ二つにされ（空中を飛ぶジェリーに手が届かず）結局医務室へ向かう。治療を終えると自身も飛行ベルトを装着し・ステーション内を飛んでジェリーを捕まえようとするも、腰と肩へのベルト固定が不十分な（甘い）ままエンジンへ点火したため・燃焼の反動でベルトが腰から足首へとずり落ちてしまい、「逆さまになり爪で床を引きずってしまう」・「姿勢を立て直そうと人差し指でエンジン排気口を塞いでも、逆にエンジンが暴れて下方へ引っ張られ、ベルトが足首へずり落ちた状態で手足までベルトに縛られる」などしてうまく飛べないため、（手足をベルトに拘束されて自由に使えず・ジェリーを捕まえるには食べるしかないため）一枚上手のジェリーと互角に戦えず防戦一方となる。やがて（飛行ベルトが足首へずり落ちたまま何とか飛ぶも）稼働中の換気扇へ突っ込んだため・排気ダクトへ放り込まれて満身創痍になり、報復として自身が着けていた飛行ベルトを毒ガス注入により殺処分する。のちにジェリーを銛でチーズごと捕まえ光線銃をチーズ穴より突き付けたのち・大砲でステーション外へ追放（島流し）した。その後、自身の勝利に酔いしれ狂喜乱舞するあまり羽目を外して光線銃を乱射したため、ステーション各所が穴だらけになってしまう。最後は憲兵に光線銃を突き付けられつつ・自身が光線銃であけた多数の穴を宇宙服を着て（一つひとつしらみ潰しに空気入れで）修理する羽目になり、「身から出た錆」で自身の勝利を帳消しにしてしまった。
ジェリー　
宇宙ステーション内で「ロケットで地球から運ばれてきたチーズを監視モニター越しに確認」すると・それを横取りすべく自ら「ネズミ型スポーツカー」へ乗り込み、トムが発進させたネコ型ロボに追いかけられるも（ロボの口に自身のスポーツカーから出した排ガスを入れてむせさせるなどして）巧みにかわし素早く逃げる。やがて飛行ベルトも装着して（自ら放ったレーザー銃に体を上下真っ二つに切られたり、手足をベルトに縛られる不自然な格好となったトムをからかったのち）トムの攻撃から巧みに逃れ、念願のチーズを入手して空中を飛びながら食べるが、最後はトムにチーズごと捕まり光線銃をチーズ穴より突き付けられて降参し・大砲でステーション外へ追放された。でも追放（島流し）先は「チーズだらけの架空惑星」だっため、自身は周囲にある様々な銘柄のチーズを一人気ままに食べた（本作はトムが勝利したかに見えるが、実際トムは光線銃でステーション内を穴だらけにしたため「身から出た錆」により敗北している）。
ネコ型ロボット
本作で初登場し、宇宙ステーション内で「不審者に目を光らせるパトロール」を担当。トムが座る監視卓とワイヤレスリモコンの両方でロボ操作が可能で、リモートセンサー（ラジコン信号受信アンテナ）になっている尻尾は先端が赤く光る。脚は（目になっているカメラおよびセンサーと連動し）自由自在に伸縮して障害物を避けることが可能。（ジェリーがチーズを横取りしようと・ネズミ型スポーツカーへ乗り込んだのを監視モニターで確認した）トムより「ジェリー捕獲への出動」を命ぜられ、（馬力の強い大型エンジンを搭載した）俊足を活かしてジェリーが乗ったスポーツカーを追いかける。だがその攻撃を巧みにかわして素早く逃げるジェリーに追いつけず、逆にスポーツカーの排ガス黒煙を（ジェリーをスポーツカーごと食べようと開けた）口に入れられむせてしまう。やがて方向転換後、（トムのいる監視室前を通過したジェリー運転のスポーツカーを追いかけるうちに）廊下に出てきたトムを椅子ごと押して扉にぶつけてしまい、最後はトムに蹴飛ばされてしまう。
ネズミ型スポーツカー
ジェリーがチーズを横取りするため走らせた一人乗り乗用車で、外観はスペースシャトルに似ている。前面ボンネットにネズミの顔が描かれて鼻・口・ひげが付いており、運転室への乗降は窓を開けて行う。チーズを横取りしに行く道中には「赤外線式不審者侵入検知装置（センサー）」があり、ジェリーの車が通るとこの検知装置が作動して「侵入警報」が鳴ったのち・ステーション内各所にある防犯カメラがとらえた不審者がトムのいる監視室モニターへ映り、それを確認したトムがネコ型ロボを出動させる。だかジェリーの車は小さいながらも馬力の強いエンジンを搭載しており、その俊足を活かしてネコ型ロボの攻撃を（ロボの口に排ガス黒煙を入れてむせさせるなどの方法で）巧みにかわした。最後はトムがいる監視室前を通過し、トムの攻撃も巧みにかわしている。
不審者侵入検知装置とトムを起床させる装置
ジェリーが乗ったネズミ型スポーツカーのタイヤが感知部（赤外線センサー）に触れると、床面の侵入検知装置が作動し小型ロケットに点火。「ロケットが打ち上がりボクシンググローブへ入る」・「ロケット入りグローブが顔の描かれたエアポンプを圧し縮め、その反動でボウリング球が坂を転がり下りる」・「ボウリング球が当たった反動でふいごが風船付き金床を飛ばし、針で風船が割れて金床がシーソーへ落下」・「シーソーの反対側にあるベッドが金床落下の反動で垂直に立ち上がったのち、ベッドから出たバネが仮眠中のトムを押し出して強制起床させ、キャスター付き椅子まで飛ばして座らせ監視席へ誘導」・「監視席上部のジョウロから水が出て椅子に座ったトムへかかり、トムを目覚めさせる」という順番により、一連の装置が不審者侵入をトムに知らせる（不審者の有無は「ジョウロの水をかけられ目覚めたトムが手動で監視モニターの電源を入れる」形で確認）。
飛行ベルト
トムとジェリーが上半身に装着し、ステーション内で「空中追いかけっこ」を展開。固定したベルトの前部中央にあるボタンを指で押すとエンジンに点火され空中へ浮上する（エンジンは馬力が強いため、身体へのベルト固定が不十分な状態で点火すると・暴走して舵が利かず事故を招く危険がある）。トムのレーザー銃に撃たれそうになったジェリーが「ネズミサイズの飛行ベルト」を先に装着し、のちにトムも（ロッカーより「飛行ベルト&防具セット」一式を取り出して）装着。ジェリーは飛行ベルトの排ガスで煙幕を張ってレーザー銃を撃つトムを錯乱させると共に、「空中停止（ホバリング）」・「垂直上昇」・「エンジン排気口の向きを変えての舵取り&飛行速度調節」などの技も自由自在に駆使してトムの攻撃を巧みにかわす。ジェリーはそれら高度な技を駆使してうまく飛べ障害物（トムが誤って出しっぱなしにしたレーザー銃の光・金属配管・稼働中の換気扇など）も避けられたのに対し、トムは飛行ベルトの取り扱いに不慣れで「ベルトを腰と肩にきちんと固定してからエンジンに点火する」手順を守らず・ベルトが緩んだ状態で点火ボタンを押したため、トムのベルトは燃焼の反動で上半身からずり落ちてうまく飛べず、（エンジン排気口の向きが燃焼中勝手に変わる予測不能な動きをしたため）自力での舵取り・速度調節・ブレーキングさえままならないまま、暴走するエンジンに引っ張られる形で「ベルトが足首までずり落ち床面すれすれで飛ぶ」・「逆さま状態で飛んだのち壁にぶつかって（ベルトとエンジンの向きが180度変わり前後逆になったため）進行方向が逆転し、再度逆さまになって手の爪で床を傷つけながらバックする」などしてしまう。やがてエンジン暴走に翻弄され続け自ら姿勢を立て直せないまま・（燃焼中のエンジン排気口を人差し指で塞いだため下方へ引っ張られ）手足もベルトに縛られる不自然な格好で飛んだトムは、（そのみじめで不格好な姿をからかった）ジェリーを食べようとして誤って金属配管を噛み「口を支点とした大車輪状態」になったのち、ベルトが足首へずり落ち不安定な姿勢で飛んだままジェリーを追いかけるうちに、自分でブレーキをかけられない（エンジン暴走を止められない）まま稼働中の換気扇へ巻き込まれ満身創痍になってしまい、トムが着けていたベルトは足首から外れて暴走したのち、最後に「2度にわたる毒ガス注入」で殺処分（処刑）させられた（1度目の注入でむせ、2度目の注入で機能を停止）。
憲兵（宇宙ステーションのクルー）
最後の場面で穴だらけになったステーションの修理をトムに行わせ、宇宙服を着て光線銃を突き付け厳しく監視する方法でトムを懲らしめた。

## 日本でのテレビ放映
1980年頃、日本テレビ系「木曜スペシャル・おかしなおかしな トムとジェリー 大行進」の枠内で放映され、その後も再放送された。DVDにも収録。